# 萨尔根
萨尔根是德国巴伐利亚州的一个市镇。总面积23.30平方公里，总人口1403人，其中男性740人，女性663人（2011年12月31日），人口密度60人/平方公里。